# Форсаж 5: Пограбування в Ріо
«Форсаж 5: Пограбування в Ріо» (англ. Fast Five) — американський бойовик, який зняв режисер Джастін Лін. Світова прем'єра фільму відбулася 29 квітня 2011 року. Українська прем'єра відбулася 28 квітня 2011 року. Головні ролі виконали Він Дізель, Пол Вокер і Двейн Джонсон.

## Сюжет
Колишній поліціянт Браян О'Коннор, його дівчина Мія та їх друзі, Ріко Сантос і Тего Лео, переслідують тюремний автобус, який перевозив в'язнів до «Ломпака». Один із в'язнів — Домінік Торетто — злочинець, який здався поліції і засуджений на 25 років. Спроба його звільнення закінчується аварією, в ході якої йому вдається втекти. Звільнивши арештованого злочинця, Браян та Мія тепер самі стають метою влади.
Приїхавши до Ріо-де-Жанейро, Браян та Мія погоджуються на невелику роботу, запропоновану їх старим другом «сім'ї» Вінсом, у якого вони зупиняються до прибуття Дома. Їх завданням стає викрадення трьох автомобілів з поїзда, який охороняється спецслужбами. Всі плани руйнуються через людей корумпованого бразильського бізнесмена Ернана Рейса, яким потрібна одна із машин. В сутичці, яка сталася під час крадіжки, один із людей Рейса — Зізі — вбиває агентів, які конвоювали вантаж, але упускає машину. Виявляється, що Рейсу потрібна зовсім не машина, а навігаційний чип, що знаходиться всередині. Вінс пропонує повернути чип, але Домінік, звинувачений у вбивстві федералів, виганяє Вінса нібито за зраду.
За Торетто і О'Коннором тепер полює спеціально викликаний елітний спецагент Люк Хоббс з командою професіоналів. При першій спробі захопити їх у фавелах, Хоббс зазнає невдачі — йому перешкоджають люди Рейса, які також полюють за чипом. Відірвавшись від переслідувачів, Домінік пропонує Браяну та Мії розбігтися, але Мія каже, що вагітна, і всі троє вирішують залишитися, щоб не втратити «сім'ю» знову. Хлопці вирішують помститися Рейсу і вкрасти у нього 100 мільйонів доларів. Збираючи команду найкращих гонщиків, які допомагали головним героям протягом усіх попередніх частин фільму, вони придумують хитромудрий план з крадіжкою. Вінс тим часом рятує Мію від людей Рейса на ринку і отримує прощення Домініка, який бере його на «справу». Але плани знову руйнуються, цього разу через Хоббса, який захоплює Дома, Браяна, Мію та Вінса перед самим нальотом. При перевезенні на них знову нападають люди Рейса, внаслідок чого гине вся команда Хоббса (крім Єлени), а Вінс отримує смертельне поранення. Домінік і Браян рятують пораненого Хоббса від неминучої загибелі. Перед смертю Вінс просить Дома подбати про його дружину та сина, названого на честь Домініка, і Торетто дає обіцянку. В будинку друзі просять Домініка тікати з Ріо. Той відповідає, що тікати не збирається, але нікого не тримає, однак Хоббс вирішує помститися кривдникам, наплювавши на власні принципи «чесного копа».
Пограбування починається наступного дня, коли команда Дома з допомогою Хоббса та його помічниці Єлени Нівес вривається до відділку поліції, де охороняються гроші Рейса. Дом і Браян чіпляють сейф тросами до своїх машин і везуть його через все місто, руйнуючи все на своєму шляху. Доїхавши до мосту, Домінік відчіпляє машину Браяна, розвертається і їде назустріч переслідувачам: купленій поліції та бригаді Рейса. Під час чергового маневру сейф захоплює за собою і машину, з якої Домінік встигає вистрибнути в останній момент. Машина злітає у повітря і падає прямо на автомобіль Рейса. Прибулий Хоббс вбиває пораненого бізнесмена і, не бажаючи заарештовувати Дома та його товаришів, дає їм 24 години для того, щоб вони зникли, і обіцяє знову взятися за їх затримання. Цей жест милосердя він проявляє тільки за однієї умови: сейф із грішми повинен залишитися у нього. Однак виявляється, що команда підмінила сейф раніше, під час 10-секундного вікна від поліції, забезпеченого Романом і Ханом. Поділивши гроші на всіх, члени команди їдуть у різних напрямках. Деяку частину грошей Дом віддає дружині та сину загиблого Вінса, тим самим стримавши свою обіцянку. В кінці показують Браяна і вагітну Мію, які гуляють по пляжу і зустрічають Домініка з Єленою. Поки дівчата спілкуються між собою, Браян і Дом наважуються на один заїзд без ставок та інших учасників, щоб, нарешті, вирішити, хто із них кращий гонщик.
Після фінальних титрів можна побачити Хоббса, який сидить в кабінеті у той момент, коли Моніка Фуентес (таємний агент з «Подвійного форсажу») приносить йому теку про останню кримінальну справу про напад на колону в Берліні. Коли Хоббс її відкриває, то бачить фотографію Летті, яка, як вважалося, загинула в четвертій частині. Однак справа говорить про зворотне.

## У фільмі знімались
- Він Дізель — Домінік Торетто
- Пол Вокер — Браян О'Коннер
- Тайріз Гібсон — Роман Пірс
- Джордана Брюстер — Мія Торетто
- Санґ Канґ — Ган Л'ю
- Двейн Джонсон — Люк Хоббс
- Метт Шульц — Вінс
- Галь Гадот — Жізель Гарабо
- Лудакріс — Тедж Паркер
- Ельза Патакі — Єлена Невес
- Тего Калдерон — Лео
- Дон Омар — Сантос
- Хоакім де Алмейда — Ернан Рейс
- Ф. Валентіно Моралес — Мало
- Єва Мендес — Моніка Фуентес